# Tarte à la tomate
La tarte à la tomate ou tarte fine à la tomate, est une spécialité française cuite au four consistant en une tarte de tomates découpées et disposées sur une pâte brisée ou feuilletée. La préparation est en général agrémentée de moutarde.

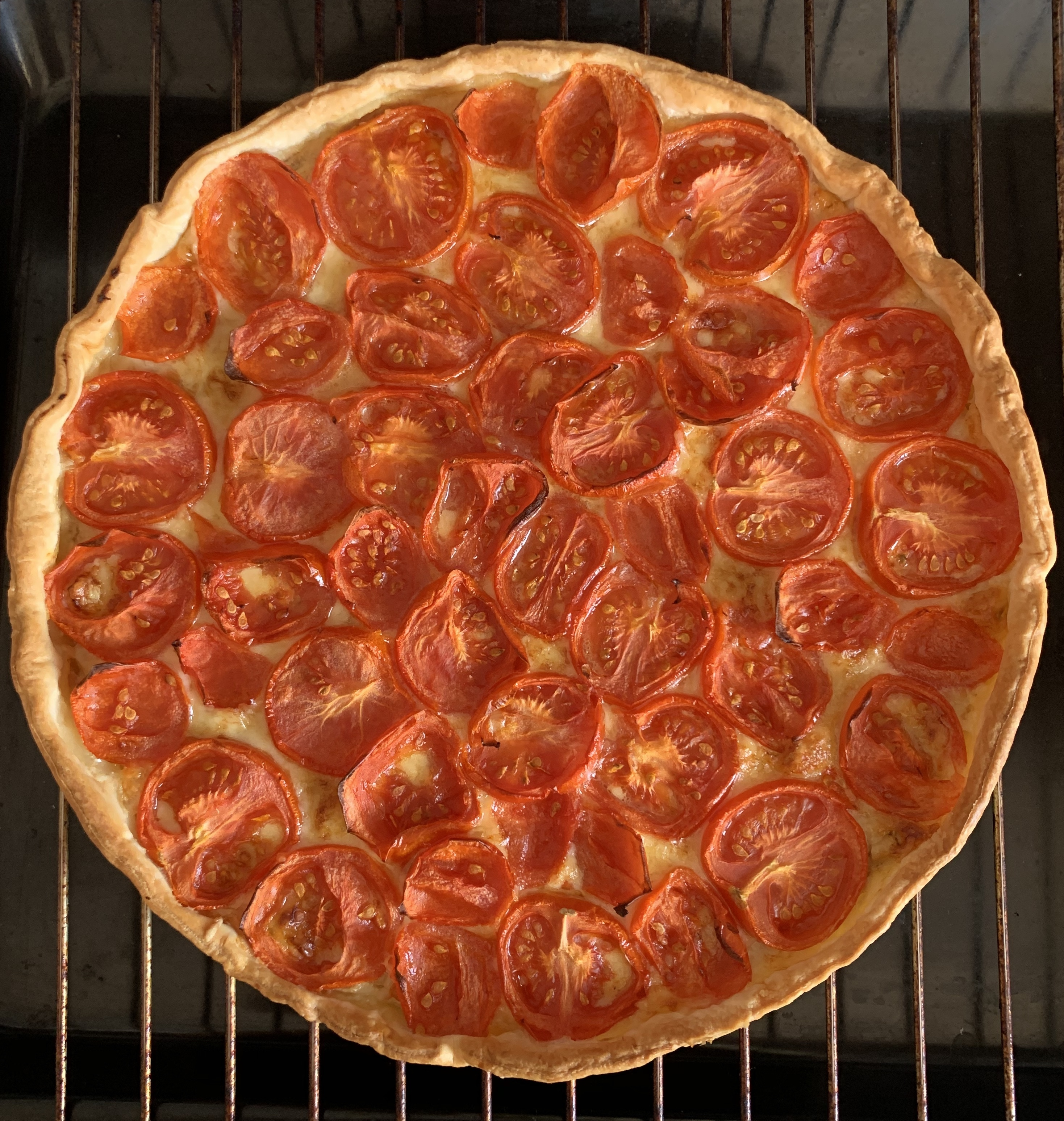
Une tarte à la tomate à la sortie du four.

## Variantes
Certaines variantes peuvent être non végétariennes et intégrer du thon par exemple.